# Liste der Naturdenkmale in Hannover
Die Liste der Naturdenkmale in Hannover nennt die Naturdenkmale in Hannover in der Region Hannover in Niedersachsen. Die Aufgaben der unteren Naturschutzbehörde hat die Region Hannover übernommen.

## Naturdenkmale
Im Gebiet der Stadt Hannover sind 30 Naturdenkmale verzeichnet.
Die in der Übersicht in „Beschreibung“ und „Schutzgrund“ (Bezeichnung in einer früheren Fassung) als Zitat gekennzeichneten Angaben sind dem Wortlaut der jeweiligen Verordnung entnommen, mit der die Unterschutzstellung erfolgte. Der Verordnungen verwenden den Begriff „Schutzzweck“.
| Bild                          | Bezeichnung                                                                                      | Ort, Lage                                                          | Beschreibung | Schutzzweck | Nummer   |
| ----------------------------- | ------------------------------------------------------------------------------------------------ | ------------------------------------------------------------------ | --- | --- | -------- |
| mehr Fotos \| Fotos hochladen | Eiche im Misburger Wald (H 220)                                                                  | Misburg (52° 24′ 22,6″ N, 9° 50′ 9,9″ O)                           | „Stieleiche, die zusammen mit einer weiteren Eiche als alter Überhälter in einem sonst jüngeren Bestand steht. Knorriger alter Baum, dessen Krone wegen seines Standorts mitten im Wald nie beschnitten wurde.“ Vor der Eiche ist eine kleine Informationstafel aufgestellt mit folgendem Text: „Eiche (Quercus robur), ca. 320 Jahre alt, ca. 38 m hoch, Stammumfang 5,80 m, Kronenbreite ca. 20 m. Zum Naturdenkmal erklärt am 28. Dez. 1937“ | „Der Baum wird wegen seines Alters und seiner Schönheit geschützt.“ | ND-H 220 |
| mehr Fotos \| Fotos hochladen | Findling in Misburg                                                                              | Misburg (52° 23′ 54″ N, 9° 51′ 37,4″ O)                            | „Findling aus grobkörnigem Granit unter einer Pappelgruppe. Breite 1,20 m; Höhe 0,90 m; Länge 1,60 m.“ | „Es handelt sich um ein schützenswertes geowissenschaftliches Objekt.“ | ND-H 221 |
| mehr Fotos \| Fotos hochladen | Eiche im Misburger Wald (H 222)                                                                  | Misburg (52° 24′ 23,8″ N, 9° 50′ 9,2″ O)                           | „Stieleiche (Quercus robur), die in der Nähe einer weiteren Eiche als Überhälter in einem sonst jüngeren Bestand steht. Urwüchsiges Gesamtbild, da die Krone nie beschnitten wurde.“ Vor der Eiche ist eine kleine Informationstafel aufgestellt mit folgendem Text: „Eiche (Quercus robur). Ca. 220 Jahre alt, ca. 38 m hoch, Stammumfang 4,00 m, Kronenbreite ca. 20 m. Zum Naturdenkmal erklärt am 15. Juli 1969“                            | „Der Baum wird wegen seines Alters, seiner Größe und seines Erscheinungsbilds geschützt.“ | ND-H 222 |
| mehr Fotos \| Fotos hochladen | „Brinksoot“                                                                                      | Wülferode (52° 19′ 39,8″ N, 9° 52′ 25,2″ O)                        | „Fast rundes Gewässer mit Vorkommen von Rauem Hornblatt, Krausem Laichkraut, Kalmus, Sumpfiris, Igelkolben, Tannenwedel, Seebinse, Mädesüß, Sumpfdotterblume. Das Gewässer ist Laichplatz für Lurche, u. a. kommt hier der Kamm-Molch vor.“ Der Brinksoot ist auch Teil des Naturschutzgebietes Bockmerholz, Gaim. | „Das Gewässer wird wegen seiner Schönheit sowie seiner Bedeutung für Wissenschaft und Heimatkunde geschützt.“ | ND-H 223 |
| mehr Fotos \| Fotos hochladen | Findling auf dem Messegelände                                                                    | Mittelfeld (52° 19′ 21,8″ N, 9° 48′ 29,5″ O)                       | „Es handelt sich um einen Findling aus Växjö-Granit aus Südschweden mit rötlichen und grünlichen Feldspateinschlüssen. Gewicht: ca. 42 t. Breite: 3 m, Höhe: 3,8 m, Länge: 3,8 m.“ | „Der Findling ist als einer der größten am Südrand des ehemaligen Vergletscherungsgebietes aus der Saale-Kaltzeit in Niedersachsen von Bedeutung für Wissenschaft und Heimatkunde.“ | ND-H 224 |
| mehr Fotos \| Fotos hochladen | Märcheneiche am Tiergarten                                                                       | Kirchrode (52° 21′ 44,6″ N, 9° 49′ 56,4″ O)                        | „Die Stieleiche (Quercus robur) ist eine der größten im Stadtgebiet von Hannover. Der Name ‚Märcheneiche‘ ist überliefert, der Ursprung jedoch nicht bekannt. Es handelt sich um ein frei gewachsenes Exemplar mit z. T. waagerecht abstehenden Ästen.“ | „Der Baum ist wegen seines hohen Alters, seiner Größe und seiner besonderen Schönheit schutzwürdig.“ | ND-H 225 |
| Fotos hochladen               | Eiche auf dem Grundstück Wiehbergstraße 10                                                       | Döhren Wiehbergstraße 10 (52° 20′ 3,3″ N, 9° 45′ 47,2″ O)          | „Es handelt sich um eine Stieleiche (Quercus robur), die frei stehend aufgewachsen ist und eine arttypische Krone ausgebildet hat. An der Südseite befindet sich eine Faulstelle, die behandelt wurde.“ | „Der Baum ist besonders schön gewachsen und prägt das Bild der näheren Umgebung in besonderem Maße.“ | ND-H 226 |
| mehr Fotos \| Fotos hochladen | Findling auf dem Grundstück Tessenowweg 11                                                       | Kirchrode Tessenowweg 11 (52° 21′ 23,3″ N, 9° 49′ 53″ O)           | „Findling (Windschliffstein), dreieckige Form, etwa 10 t schwer, wurde bei Grabungsarbeiten am Süßeroder Weg im Bereich der Grundmoräne gefunden. Länge: 2,5 m, Breite: 1,0 m, Höhe: 1,5 m.“ Findling Tessenowweg 11 | „Der Stein wird wegen seiner Seltenheit geschützt (Findlinge über 5 t Gewicht sind selten).“ | ND-H 227 |
| mehr Fotos \| Fotos hochladen | Eiche im Gutspark Bemerode                                                                       | Bemerode (52° 20′ 33,9″ N, 9° 49′ 51,7″ O)                         | „Die Stieleiche ist ein besonders großer, alter und schön gewachsener Baum mit natürlichem Kronenhabitus, der die Umgebung in besonderer Weise prägt.“ | „Der Baum ist wegen seines Alters, seiner Größe und seiner Schönheit selten.“ | ND-H 228 |
| mehr Fotos \| Fotos hochladen | Kastanie Limmerstraße 36                                                                         | Linden Limmerstraße 36 (52° 22′ 24″ N, 9° 42′ 31,6″ O)             | „Als einziger Großbaum der näheren Umgebung prägt der Baum den Straßenraum der Nedderfeldstraße.“ | „Die Kastanie ist wegen ihrer Größe selten und wegen ihrer Wuchsart von besonderer Schönheit.“ | ND-H 229 |
| mehr Fotos \| Fotos hochladen | Eiche auf dem Grundstück südwestlich der Einmündung der Dragonerstraße in die Isernhagenerstraße | Vahrenwald (52° 23′ 38,8″ N, 9° 44′ 26,7″ O)                       | „Schön gewachsene Eiche mit ausladender Krone.“ | „Der Baum ist ausgesprochen prägend für seine Umgebung. Er wird wegen seiner Größe, seines Alters und seiner Schönheit geschützt.“ | ND-H 230 |
| mehr Fotos \| Fotos hochladen | Eiche auf dem Grundstück Kapellenbrink 10                                                        | Groß-Buchholz (52° 24′ 3,5″ N, 9° 48′ 6,4″ O)                      | „Schön gewachsene, alte Eiche (Hofbaum), die den dörflichen Charakter des Kapellenbrinks betont und ihre Umgebung in besonderer Weise prägt.“ | „Der Baum ist besonders schön und ein Zeugnis der dörflichen Vergangenheit von Groß-Buchholz.“ | ND-H 231 |
| mehr Fotos \| Fotos hochladen | Buche Groß-Buchholzer-Kirchweg 66                                                                | Groß-Buchholz (52° 24′ 5,2″ N, 9° 48′ 7,6″ O)                      | „Alter, schön gewachsener Baum mit kuppelförmig verzweigter Krone, der gemeinsam mit mehreren alten Eichen den dörflichen Charakter der Umgebung prägt.“ | „Der Baum ist wegen seines Alters und seiner Größe selten, besonders schön und ein Zeugnis der dörflichen Vergangenheit von Groß-Buchholz.“ | ND-H 232 |
| mehr Fotos \| Fotos hochladen | Eiche Kapellenbrink 22                                                                           | Groß-Buchholz (52° 24′ 2,3″ N, 9° 48′ 5,9″ O)                      | „Sehr große, das Ortsbild von [Groß-]Buchholz prägende Eiche.“ | „Die Eiche wird wegen ihrer Größe und als Zeugnis der dörflichen Vergangenheit von Groß-Buchholz geschützt.“ | ND-H 233 |
| mehr Fotos \| Fotos hochladen | Bothfelder Hochzeitseiche                                                                        | Bothfeld (52° 24′ 50,1″ N, 9° 48′ 2,7″ O)                          | „Schöne, frei gewachsene Eiche.“ | „Die Eiche wird wegen ihrer Bedeutung für die Heimatkunde geschützt. Unter ihr traf sich früher in den Abendstunden die Bothfelder Dorfjugend. Daher trägt der Baum auch den Namen ‚Hochzeitseiche‘“. | ND-H 234 |
| Fotos hochladen               | Buchengruppe westlich des Grundstücks Georgengarten 1 B                                          | Nordstadt (52° 23′ 2,8″ N, 9° 42′ 33,7″ O)                         | „Die beiden Buchen stehen im Abstand von etwa 1,5 m. Es handelt sich um eine geschlitzt- blättrige (auch farnblättrige oder Feder-) Buche (Fagus asplenifolia) und eine gegabelte Hainbuche, die stark nach Osten geneigt ist.“ | „Die Buchengruppe ist besonders schön. Insbesondere geschlitztblättrige Buchen sind in dieser Größe selten.“ | ND-H 235 |
| mehr Fotos \| Fotos hochladen | Trauerbuche nordostwärts des Grundstücks Jägerstraße 16 A                                        | Nordstadt (52° 23′ 1,4″ N, 9° 42′ 33,6″ O)                         | „Der Baum prägt durch seine Größe, die ungewöhnliche Form seiner Krone und die bis zum Boden reichenden Zweige die nähere Umgebung.“ | „Die Trauerbuche ist selten und besonders schön.“ | ND-H 236 |
| mehr Fotos \| Fotos hochladen | Feldahorn am Kirchröder Turm                                                                     | Kirchrode (52° 21′ 59,8″ N, 9° 48′ 47,2″ O)                        | „Es handelt sich um einen vom Grund an dreistämmigen Baum.“ | „Der Baum ist wegen seines Alters und seiner Größe selten.“ | ND-H 237 |
| mehr Fotos \| Fotos hochladen | Eiche Schackstraße 16                                                                            | Zoo Schackstraße 16 (52° 22′ 29,4″ N, 9° 45′ 50,8″ O)              | „Es handelt sich um eine alte, schön gewachsene Eiche mit großer Krone, die auf einer unversiegelten Grünfläche steht.“ | „Die Eiche ist wegen ihrer Größe und wegen des typischen Kronenhabitus selten.“ | ND-H 238 |
| mehr Fotos \| Fotos hochladen | Eiche am Borsigweg 4                                                                             | Vahrenwald Borsigweg 4 (52° 23′ 57,2″ N, 9° 43′ 53,7″ O)           | „Eiche mit stark verzweigter Krone, die den Straßenraum in besonderer Weise prägt.“ | „Die Eiche ist ein Relikt der ehemaligen Weidelandschaft des alten Dorfes Vahrenwald und als solches von heimatkundlicher Bedeutung.“ | ND-H 240 |
| mehr Fotos \| Fotos hochladen | Rotbuche auf dem Grundstück Rotermundstr. 24 in Vahrenwald                                       | Vahrenwald Rotermundstr. 24 (52° 23′ 50,4″ N, 9° 43′ 58,1″ O)      | „Die Rotbuche im hinteren Gartenteil des Grundstücks Rotermundstr. 24 hat eine stark verzweigte, schirm förmige Krone. Sie ist ein auffallendes Element in der heute mehr durch städtisch wirkende Wohnbebauung geprägten Umgebung.“ | „Die wegen ihrer Größe seltene und schön gewachsene Rotbuche steht auf dem ehemaligen Hof der alteingesessenen Bauernfamilie Rotermund. Sie erinnert an die dörfliche Vergangenheit Vahrenwalds.“ | ND-H 241 |
| mehr Fotos \| Fotos hochladen | Trauer-Rotbuche am Tiergesundheitsamt                                                            | Vahrenwald (52° 23′ 52,7″ N, 9° 44′ 8,7″ O)                        | „Die Trauer-Rotbuche ist ein Baum von besonderer Eigenart und Schönheit, dessen die Umgebung prägende Wirkung allerdings von in seiner Nähe stehenden Robinien etwas beeinträchtigt wird.“ | „Der Stamm gabelt sich in einigen Metern Höhe in zwei Haupttriebe.Die Trauer-Rotbuche ist ein schön gewachsener, in Größe und Art seltener Baum in Hannover.“ | ND-H 242 |
| mehr Fotos \| Fotos hochladen | Eichengruppe in Isernhagen-Süd                                                                   | Isernhagen-Süd (52° 26′ 29,5″ N, 9° 47′ 55,9″ O)                   | „Die Eichen bilden eine lockere bis dichte Gruppe. Sie stehen auf einer eingezäunten Grasfläche von etwa 1000 m² Größe. Sie sind teilweise stark verzweigt und haben breite Kronen, die bis über die Straße reichen.“ | „Die (ehemals 22) Eichen wurden zur Holzgewinnung und als Schattenspender für Weidevieh von einem Landwirt gepflanzt. Der Eichenbestand ist deutlicher Zeuge der dörflichen Vergangenheit. Er kann als ‚Eichenkamp‘ gelten, wie es von Alters her für Niedersachsenhöfe typisch war. Daher hat er besondere heimatkundliche Bedeutung.“                                                                                                 | ND-H 243 |
| mehr Fotos \| Fotos hochladen | Linde an der Empelder Straße                                                                     | Badenstedt (52° 21′ 16″ N, 9° 40′ 12,6″ O)                         | „Schön gewachsener Baum mit stark verzweigter, gleichmäßig ausgebildeter Krone, dessen Zweige bis auf den Boden reichen.“ | „Die Linde wurde auf dem ehemaligen Bauernhof der Familie Pauling im Dorf Badenstedt gepflanzt und ist daher von heimatkundlicher Bedeutung. Sie ist frei gewachsen und von besonderer Schönheit.“ | ND-H 244 |
| Fotos hochladen               | Bäume um die ehemalige Laubhütte Ahlem                                                           | Ahlem (52° 22′ 40″ N, 9° 40′ 18,1″ O)                              | „Ein Tulpenbaum, eine Kastanie und ein Blauglockenbaum sind aktuell vorhanden. Sie wurden zum Teil massiv baumchirurgisch behandelt. Zukünftige Ersatzpflanzungen (auch für die bereits fehlenden 3 Bäume) sollen automatisch zum Naturdenkmal gehören.“ | „Die Bäume erinnern an die ehemalige Laubhütte. Diese gehörte zur israelitischen Gartenbauschule, die am 30. Juni 1942 geschlossen wurde. Von September 1943 bis zum 8. April 1945 war dort ein Polizei-Ersatzgefängnis der Gestapo. Die Laubhütte wurde von der Gestapo im März 1945 als Hinrichtungsstätte benutzt und beim Abzug niedergebrannt. Das Naturdenkmal ist deshalb von historischer wie auch heimatkundlicher Bedeutung.“ | ND-H 246 |
| mehr Fotos \| Fotos hochladen | Ahorn auf dem Gartenfriedhof                                                                     | Mitte (52° 22′ 11,3″ N, 9° 44′ 50,9″ O)                            | „Der Baum muss in jungen Jahren von Menschenhand waagerecht durch das 2,5 m lange Umgrenzungsgitter der Südseite geflochten worden sein, so dass er erst an der Südostecke senkrecht in die Höhe wächst. Die Zaunstäbe hat er in sich aufgenommen.“ Einfriedung Grabmal des Heinrich Bernhard Röhrs | „Der Spitzahorn (Acer platanoides) gilt als Kuriosität von besonderer Eigenart. Er ist von heimatkundlicher Bedeutung.“ | ND-H 247 |
| mehr Fotos \| Fotos hochladen | Eiche auf dem Grundstück Fischteichweg 1                                                         | Vinnhorst (52° 25′ 23,6″ N, 9° 42′ 13,1″ O)                        | „Es handelt sich um einen frei gewachsenen Baum mit ausladender Krone, der das Bild der Umgebung in besonderer Weise prägt.“ | „Die Eiche ist wegen ihrer Größe selten und wegen ihres stattlichen Wuchses mit ausgeprägter Baumkrone besonders schön.“ | ND-H 248 |
| mehr Fotos \| Fotos hochladen | Eiche auf dem Grundstück Alt-Vinnhorst 64 („Luthereiche“)                                        | Vinnhorst (52° 25′ 26,7″ N, 9° 42′ 24,7″ O)                        | „Der Baum markiert den Kreuzungspunkt von 2 Straßen. Er hat eine kuppelförmige, breite Krone, die ihre Umgebung überragt.“ | „Die Eiche ist ein besonders großer, schöner, das Ortsbild prägender Baum. Sie wurde am 10. November 1883 vom Lehrer Mohrhoff und einer Schulklasse zu Ehren des 400. Geburtstags von Martin Luther vor dem Vinnhorster Schulhaus gepflanzt. Daher wird sie auch ‚Luthereiche‘ genannt.“ | ND-H 250 |
| mehr Fotos \| Fotos hochladen | Blutbuche im Garten der Henriettenstiftung                                                       | Südstadt (52° 22′ 10,5″ N, 9° 45′ 20,9″ O)                         | „Die Blutbuche ist ein beeindruckender Baum, der den Vergleich mit Solitären im Georgengarten nicht scheuen muss. Das Alter der Blutbuche wird auf etwa 270 Jahre geschätzt.“ | „Der Baum soll aufgrund seines hohen Alters, seiner hohen Vitalität, der ausladenden Krone und der damit verbundenen Eigenart und Schönheit geschützt werden.“ | ND-H 254 |
| mehr Fotos \| Fotos hochladen | Blutbuche                                                                                        | Waldhausen Güntherstraße 31/31 A (52° 20′ 39,3″ N, 9° 45′ 29,9″ O) | „Es handelt sich um einen imposanten und äußerst vitalen Baum mit einem massiven, interessant geformten Stamm sowie einer mächtigen Krone, der aufgrund seiner Größe das Straßenbild auf ganz besondere und einzigartige Weise prägt.“ | „Die Buche dominiert als Einzelschöpfung der Natur ihren Standort und soll aufgrund ihrer besonderen Erscheinung sowie der damit verbundenen Seltenheit, Eigenart und Schönheit geschützt werden.“ | ND-H 258 |

## Ehemalige Naturdenkmale
Mitte des Jahres 1990 gab es noch 43 Naturdenkmale in Hannover. Bei der Übernahme der Zuständigkeit durch die Region Hannover verloren bereits zahlreiche Naturdenkmale der Stadt ihren Status. Seitdem  wurde der Schutz für weitere Naturdenkmale aufgehoben.
| Bild                          | Bezeichnung                                     | Ort, Lage                                                               | Beschreibung | Schutzzweck                                                                                               | Nummer    |
| ----------------------------- | ----------------------------------------------- | ----------------------------------------------------------------------- | --- | --- | --------- |
| mehr Fotos \| Fotos hochladen | Kastanien am alten Dorfschulhaus in Vahrenwald  | Vahrenwald (52° 23′ 55,4″ N, 9° 44′ 1,1″ O)                             | Die Bäume sind aus heimatkundlichen Gründen geschützt als Rest einer ehemaligen Allee, die zum Dorfschulhaus führte. Einer der 4 Bäume wurde 2015/16 gefällt, die übrigen sind nicht mehr als Allee erkennbar. Deshalb im Oktober 2016 aus dem Denkmalverzeichnis gestrichen.                                             | Heimatkunde                                                                                               | ND-H 239  |
| Fotos hochladen               | Rotbuche im Quantelholz                         | Marienwerder (52° 24′ 25,1″ N, 9° 37′ 57″ O)                            | Die Buche steht im Norden des Quantelholzes, eines Buchen-Mischwalds auf Auelehm mit artenreicher Krautschicht, am Westrand einer ca. 1 m tiefen Flutrinne; ihr Fuß wird von Hochwässern der Leine erreicht. Im Februar 2019 wegen massiven Pilzbefalls und mehrerer Faulstellen gefällt.                                 | Sie ist einer der größten Bäume des Bestands. Die Buche ist besonders schön und wegen ihrer Größe selten. | ND-H 245  |
| Fotos hochladen               | Eiche vor dem Grundstück Voltmerstraße 45       | Hainholz Voltmerstraße 45 (52° 24′ 2,9″ N, 9° 42′ 54,3″ O)              | Die Eiche ist schön und wegen ihrer Größe selten. Inzwischen Teil einer Baumreihe. Wegen verlorener ortsbildprägender Wirkung wurde der Baum im Oktober 2016 aus dem Denkmalverzeichnis gestrichen. | | ND-H 249  |
| Fotos hochladen               | Esche vor dem Grundstück Stöckener Straße 77    | Leinhausen Stöckener Straße 77 (52° 24′ 3,5″ N, 9° 40′ 2,4″ O)          | Naturdenkmal seit 4. Oktober 1983. Wegen seiner Größe in der Umgebung selten. Der Baum war abgängig und musste aus Gründen der Verkehrssicherungspflicht gefällt werden. | Seltenheit                                                                                                | ND-H-S 15 |
| Fotos hochladen               | Eiche Groß-Buchholzer Straße                    | Groß Buchholz Groß-Buchholzer Straße 9 (52° 23′ 56,1″ N, 9° 48′ 8,9″ O) | Besonders schön gewachsen, Zeugin aus der dörflichen Vergangenheit. Der Baum war abgängig und musste aus Gründen der Verkehrssicherungspflicht gefällt werden. | | ND-H-S 31 |
| Fotos hochladen               | Eiche in Vinnhorst                              | Vinnhorst Wischkämpe 4 (52° 25′ 20,6″ N, 9° 42′ 15,8″ O)                | Wegen der Größe selten, besonders schön und ortsbildprägend. Der Baum war abgängig und musste aus Gründen der Verkehrssicherungspflicht gefällt werden. | | ND-H-S 44 |
| mehr Fotos \| Fotos hochladen | Georgseichen (Hannover)                         | Nordstadt (52° 23′ 5,6″ N, 9° 42′ 26,5″ O)                              | Schon 1934 zum Naturdenkmal erklärt. Im Verzeichnis von 2010 nicht mehr enthalten. | |           |
| mehr Fotos \| Fotos hochladen | Blutbuche am Georgengarten                      | Nordstadt Georgengarten (52° 23′ 0,1″ N, 9° 42′ 36,1″ O)                | 1992 etwa 25 m hoher, 250 Jahre alter Baum mit einem Stammumfang von 3,60 m. 1934 zum Naturdenkmal erklärt. Im Verzeichnis von 2010 nicht mehr enthalten. Im Januar 2019 gefällt. | |           |
| Fotos hochladen               | Baum westlich des Grundstücks Georgengarten 1 B | Nordstadt (52° 23′ 2,8″ N, 9° 42′ 34,6″ O)                              | etwa 20 m vom ND 235 (Federbuche und Hainbuche) gab es vor 2010 ein weiteres Naturdenkmal | |           |
| Fotos hochladen               | Tiergarteneiche                                 | Kirchrode (52° 21′ 47,6″ N, 9° 49′ 58,8″ O)                             | 600 bis 800 Jahre alte, rund 25 m hohe, Stieleiche am Eingang zum Tiergarten. 1934 zum Naturdenkmal erklärt. Im Verzeichnis von 2010 nicht mehr enthalten. | |           |
| mehr Fotos \| Fotos hochladen | Findling im Hermann-Löns-Park                   | Kleefeld (52° 22′ 22,7″ N, 9° 49′ 6,6″ O)                               | Im Hermann-Löns-Park aufgestellter Granitfindling mit eiszeitlich bedingtem Äußeren. Durchmesser 1,7 m. Umgeben von mehreren (sichtbar 10, laut Schild 6) kleineren Findlingen. Laut Hinweisschild am 1. Oktober 1938 zum Naturdenkmal erklärt. Im Verzeichnis von 2010 nicht mehr enthalten. Zudem Geotop (Nr. 3624/03). | |           |
| mehr Fotos \| Fotos hochladen | Findling in der südlichen Eilenriede            | Kleefeld (52° 21′ 59,3″ N, 9° 47′ 59,5″ O)                              | Rapakivi-Granit mit Windschliffspuren. Standort beim Radweg zwischen Kirchröder Turm und Pferdeturm in der Nähe von Heiligers Brunnen. 1938 zum Naturdenkmal erklärt. Im Verzeichnis von 2010 nicht mehr enthalten. | |           |
| mehr Fotos \| Fotos hochladen | Linde                                           | Marienwerder (52° 24′ 23,2″ N, 9° 37′ 42,6″ O)                          | Im Jahr 1934 etwa 350 Jahre alte Bäume am Kloster Marienwerder. 1934 zum Naturdenkmal erklärt. Im Verzeichnis von 2010 nicht mehr enthalten. | |           |
| mehr Fotos \| Fotos hochladen | Linde                                           | Marienwerder (52° 24′ 23,1″ N, 9° 37′ 41,6″ O)                          | Im Jahr 1934 etwa 350 Jahre alte Bäume am Kloster Marienwerder. 1934 zum Naturdenkmal erklärt. Im Verzeichnis von 2010 nicht mehr enthalten. | |           |
| mehr Fotos \| Fotos hochladen | Findlingsgruppe                                 | Marienwerder (52° 24′ 30,6″ N, 9° 37′ 43,7″ O)                          | Vier Granitfindlinge im Hinüberschen Garten. Die drei größten sind als sogenannter „Druidenaltar“ unter einer alten Eiche gestapelt. Im Verzeichnis von 2010 nicht mehr enthalten. | |           |
| Fotos hochladen               | Findling                                        | Stöcken (52° 24′ 53,3″ N, 9° 39′ 6,1″ O)                                | Lage auf dem Grundstück „Stöckener Straße 267b“ (umbenannt: Alte Stöckener Straße 97b) 1938 zum Naturdenkmal erklärt. Im Jahr 1992 nicht mehr auffindbar. (Position geschätzt) | |           |
| Fotos hochladen               | 2 Ulmen am Hohen Ufer                           | Mitte (52° 22′ 21,7″ N, 9° 43′ 49,4″ O)                                 | Gruppe aus 2 Feldulmen. 1934 zum Naturdenkmal erklärt. Vor 1991 wegen der Ulmenkrankheit gefällt. | |           |